# La Ròca de Fan
La Ròca de Fan (en francès Laroque-de-Fa) és un municipi de França de la regió d'Occitània, al departament de l'Aude.